# Fritz Klimsch
Pour les articles homonymes, voir Klimsch.
Fritz Klimsch, né le 10 février 1870 à Francfort-sur-le-Main et mort le 30 mars 1960 à Fribourg-en-Brisgau, est un sculpteur allemand.

## Biographie

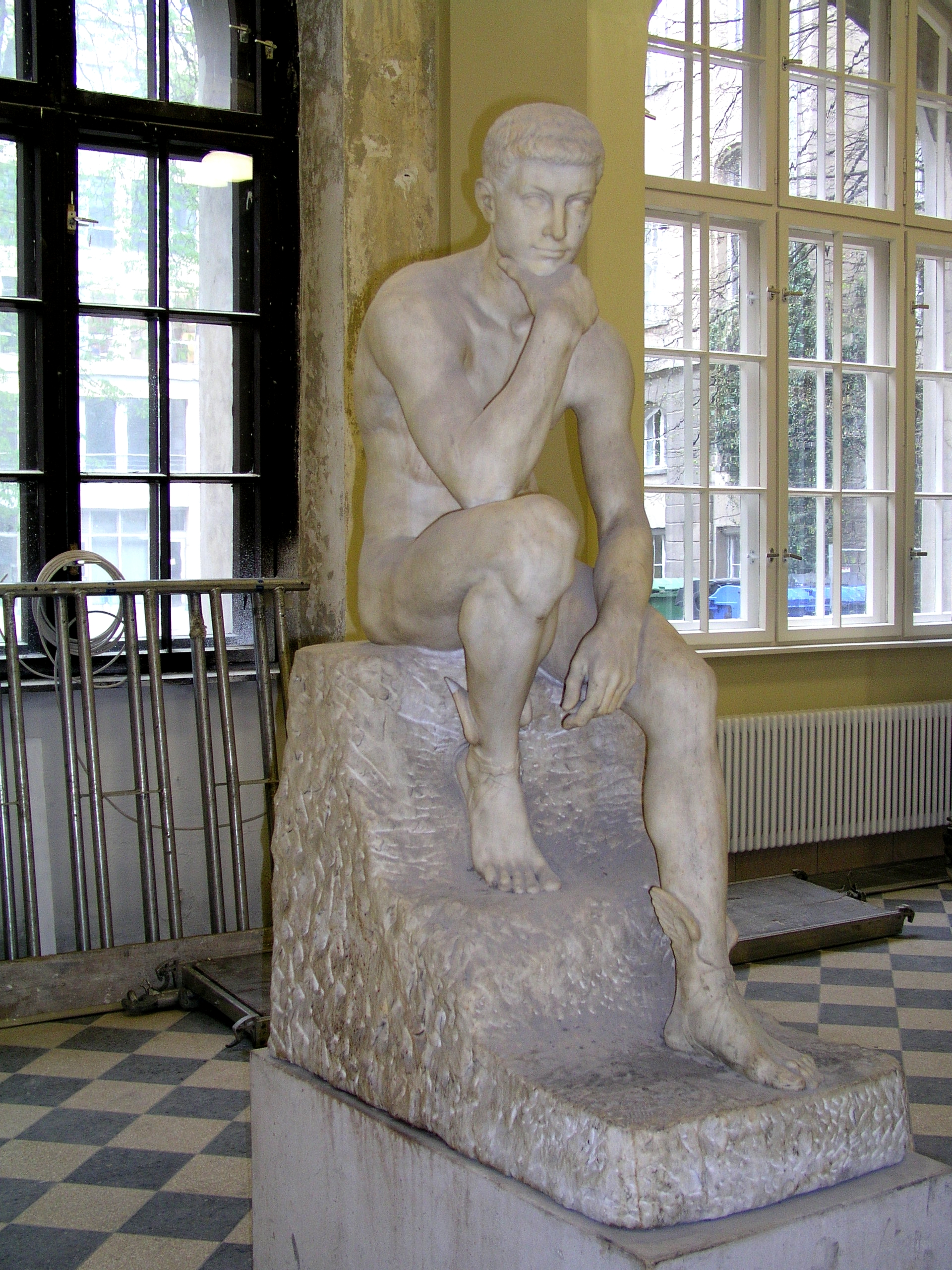
Statue de Mercure à l'entrée de la chapelle du Saint-Esprit de Berlin

Klimsch appartient à une famille d'artistes. Son père est le peintre et illustrateur Eugen Klimsch (de) (1839-1896), son grand-père le peintre et graveur Ferdinand Karl Klimsch (de) (1812-1890), ses frères Karl (1867-1936) et Paul (1868-1917) sont également peintres.
Il étudie à l'Académie royale des arts de Berlin à l'atelier de Fritz Schaper. Il épouse en 1894 Irma Lauter (1872-1948), dont il a quatre enfants. Il compte parmi les fondateurs en 1898 de la Sécession berlinoise, avec Max Liebermann, Walter Leistikow, et d'autres. Il est membre en 1912 de l'Académie royale des arts de Berlin, dont il devient sénateur en 1916. Il est professeur de sculpture dans diverses écoles, jusqu'à sa mise à la retraite en 1935. Il eut entre autres pour élèves Richard Geiger (avant 1893).
Son art est prisé par l'époque du Troisième Reich. Il sculpte des bustes de Ludendorff, Frick et Hitler, mais aussi un buste de l'actrice Marianne Hoppe. Il reçoit la médaille de Goethe pour son soixante-dixième anniversaire, en 1940, et il est inscrit sur la Gottbegnadeten-Liste de juillet 1944, parmi les douze artistes les plus significatifs de son temps.
Klimsch s'installe après la guerre avec sa famille à Salzbourg, mais le bourgmestre Richard Hildmann (de) le renvoie, le 8 février 1946, en tant que citoyen allemand. La famille s'installe à Fribourg-en-Brisgau, après une courte période à Munich.
Peu avant sa mort en 1960, Fritz Klimsch est décoré commandeur de l'ordre du Mérite de la République fédérale d'Allemagne, distinction la plus haute de la République fédérale d'Allemagne. Il est enterré au cimetière de Saig.

## Illustrations

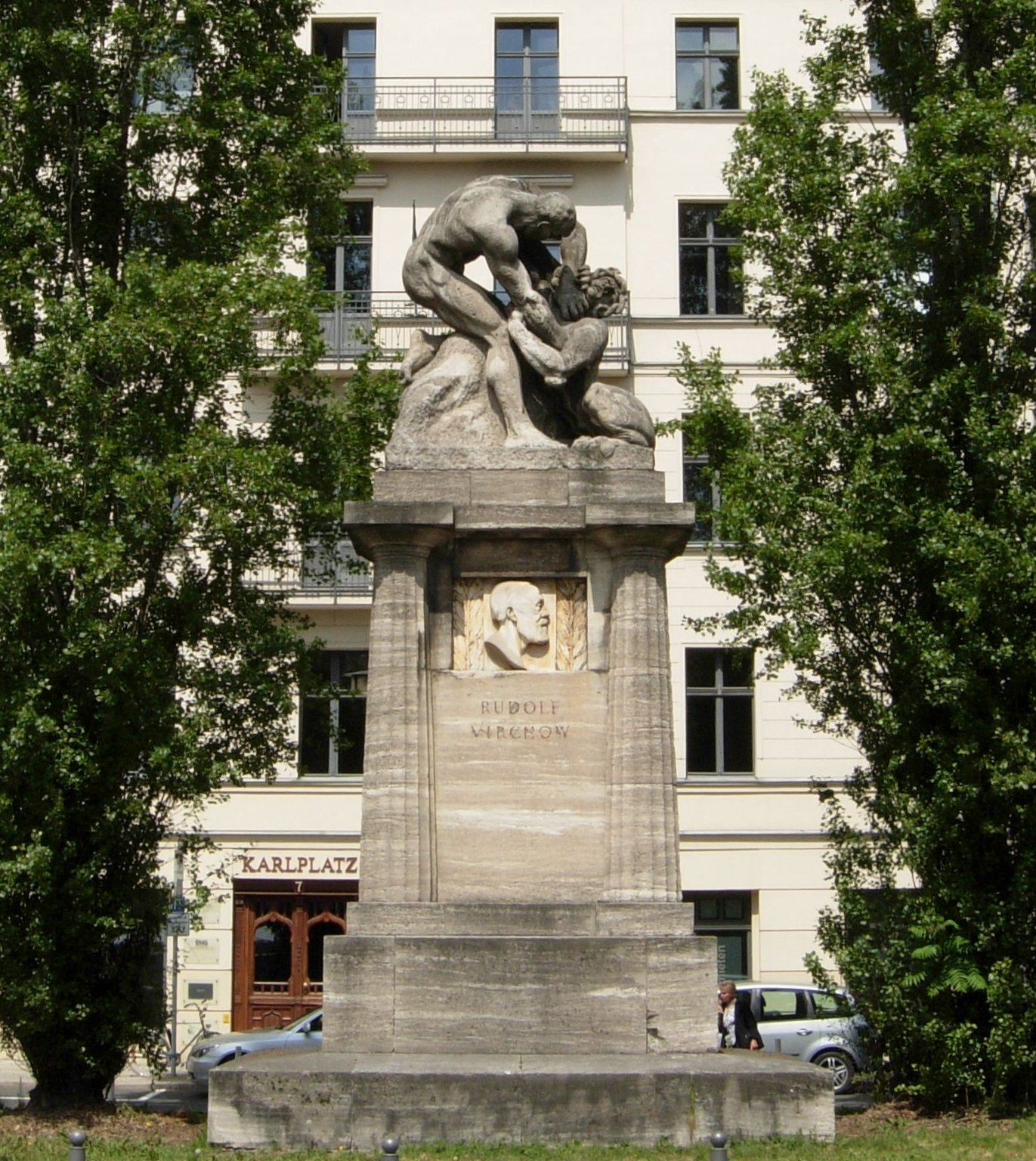
Monument dédié à Rudolf Virchow (Berlin)
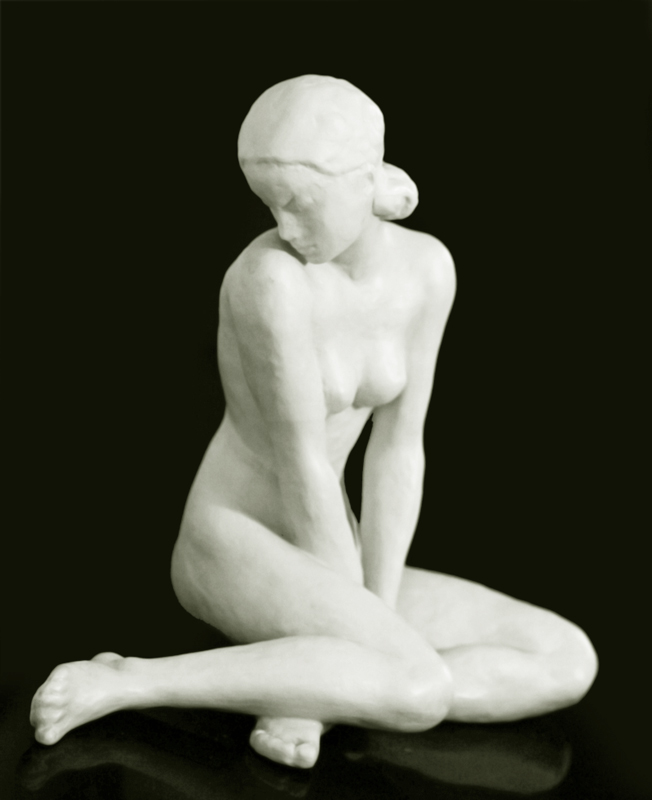
Figurine de porcelaine, pour la firme Rosenthal (1936)
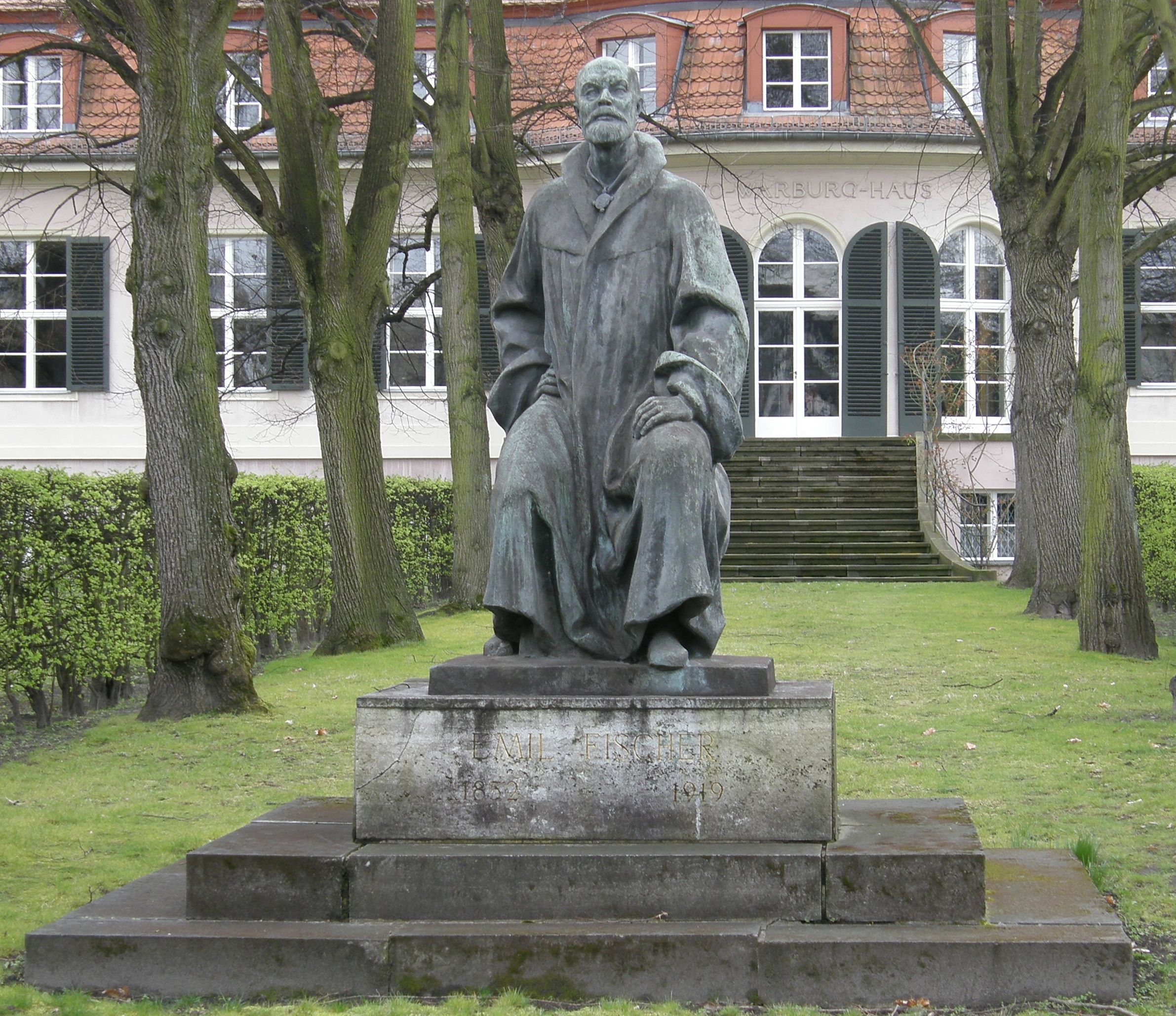
Statue dédiée à Emil Fischer reproduite à l'original (Berlin-Dahlem)
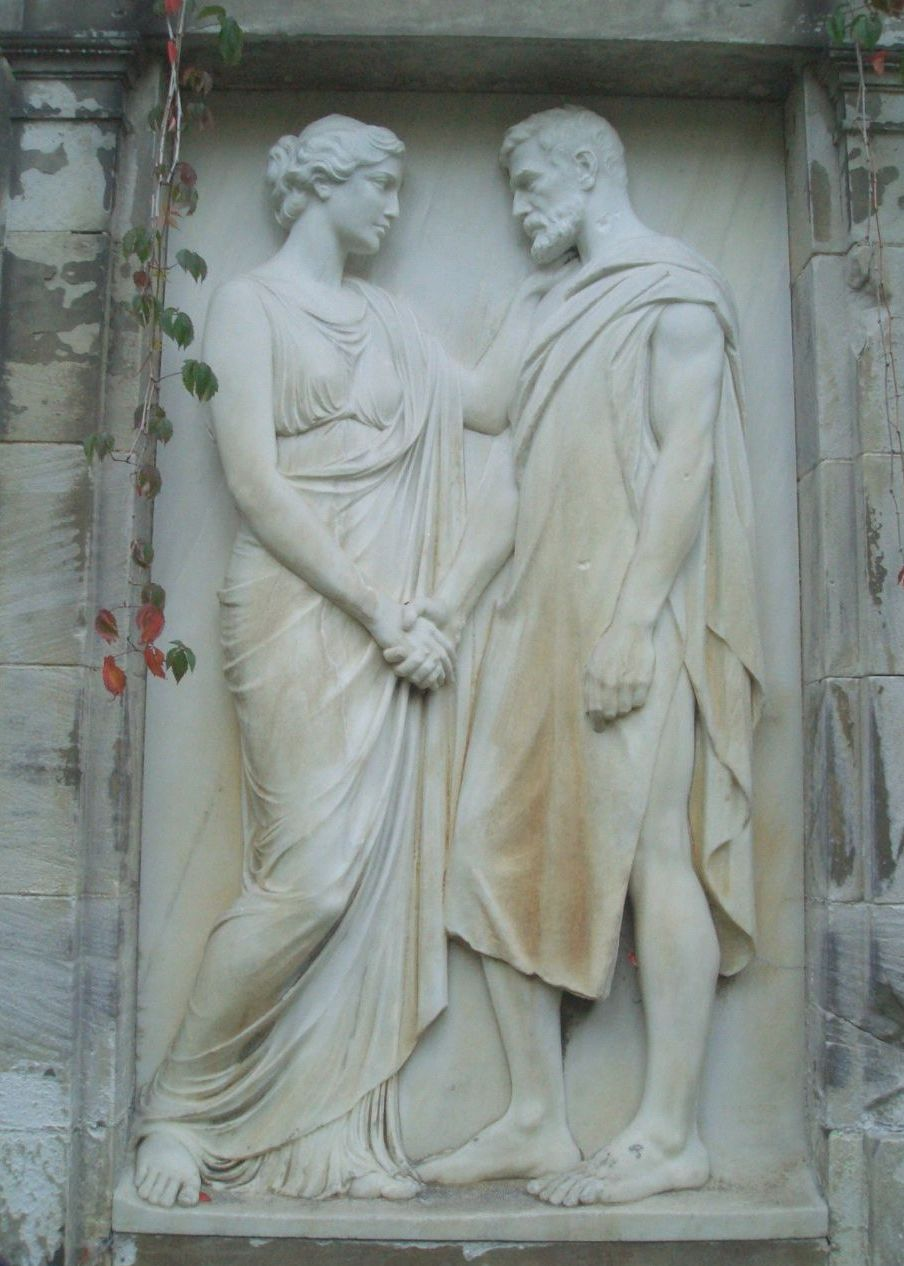
Monument funéraire au cimetière de Luisendorf III à Berlin (1904)
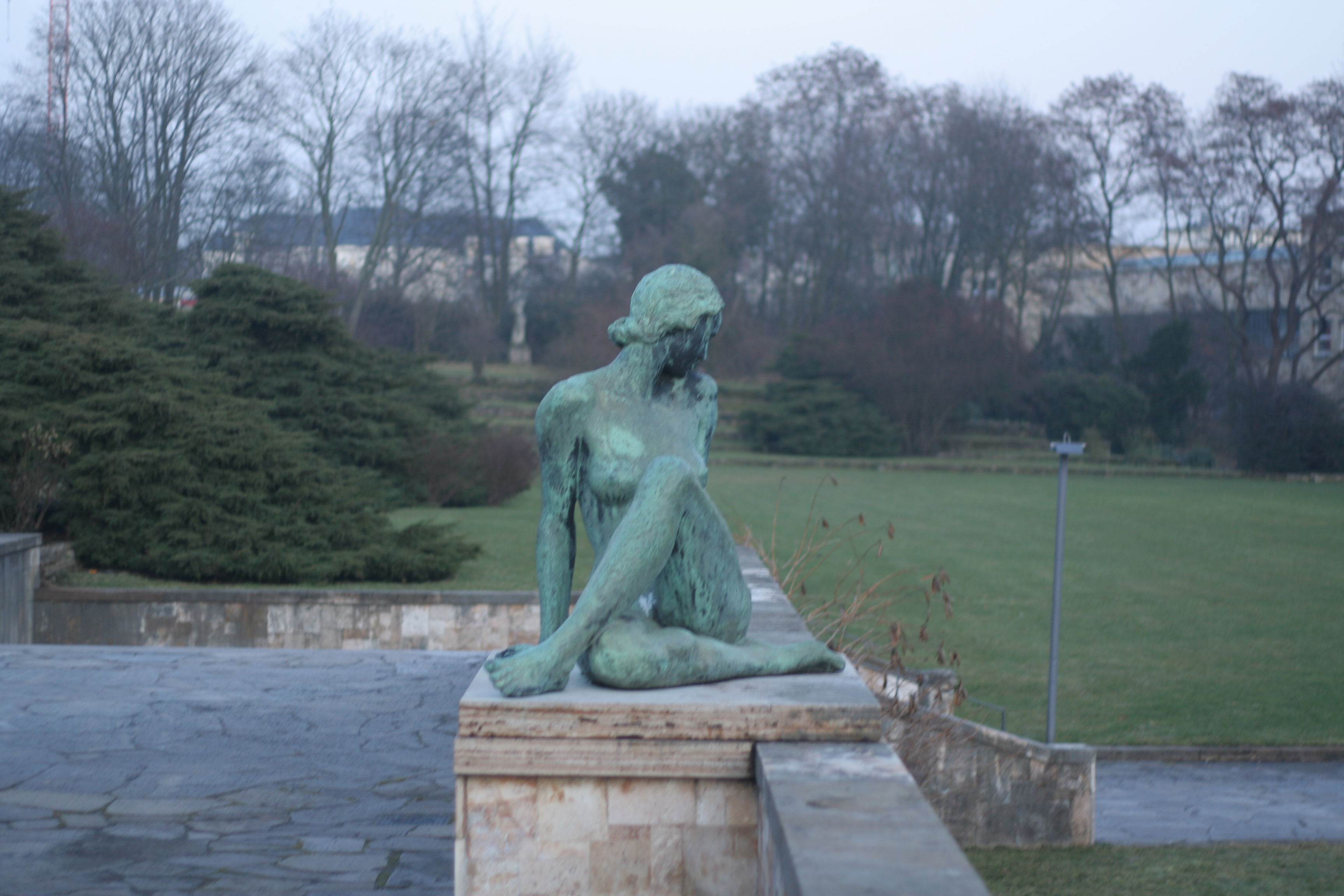
Nymphe au bord de l'eau (Francfort)